# 波戈 (阿拉巴馬州)
波戈（英語：Pogo）是一個位於美國阿拉巴馬州富蘭克林縣的非建制地區。該地的面積和人口皆未知。

## 地理
波戈的座標為34°33′26″N 88°06′50″W / 34.55722°N 88.11388°W，而該地最高點為海拔高度161米（即528英尺）。